# 小奚琴

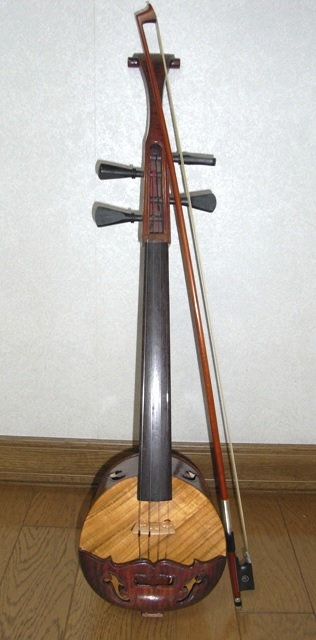
小奚琴(ソヘグム)

小奚琴(ソヘグム、ハングル：소해금)は、朝鮮半島に伝わる擦弦楽器の奚琴を１９６０年代に朝鮮民主主義人民共和国で現代的に改良した弦楽器で、国宝に指定されている。

## 概要
奚琴は、中国の二胡とは兄弟楽器にあたる。紀元前に今の中国北部に住んでいた遊牧民族「奚」が使用していた楽器で、唐代には中国にも伝わり、朝鮮半島へは約1000年前に北宋から高麗朝の中期に伝来したと言われている。『チャングムの誓い』のヒロインを演じるイ・ヨンエが奚琴の広報大使に任命され、注目を浴びている楽器である。
奚琴は2本の弦と弦の間に馬の尾でできた弓を入れて摩擦することにより音を出すが、小奚琴は弦が4本になり、弓はヴァイオリンのように弦の上において擦奏する。また、奚琴は糸巻き(ペグ)が前面に2つ取り付けられているが、小奚琴の糸巻きは左右に2つずつ取り付けられている。
楽器の大きさと音域により、小奚琴(ソヘグム)、中奚琴(チュンヘグム)、大奚琴(テヘグム）、低奚琴(チョヘグム)の4つに分類される。